# Benic
Benic (szlovákul: Benice) Liptószentmiklós város része Szlovákiában, a Zsolnai kerület Liptószentmiklósi járásában.

## Fekvése
A városközponttól 4 km-re nyugatra, a Szentmáriai-víztározó közelében fekszik.

## Története
A 18. század végén Vályi András így ír róla: „BENICZE. Tót falu Liptó Vármegyében, földes Ura Beniczky Uraság, lakosai katolikusok, fekszik Nagy Palugyától mintegy mértföldnyire, Bodafalvának szomszédságában, mellynek filiája, dombos helyen fekszik, határja mindazáltal közép termékenységű, tulajdonságai külömbfélék, második Osztálybéli.”
Fényes Elek 1851-ben kiadott geográfiai szótárában így ír a faluról: „Benicze, tót falu, Liptó vármegyében, 19 kath., 67 evang. lak., egy magas tetőn. F. u. Benyiczky. Ut. p. Berthelenfalva.”
1910-ben 61 szlovák lakosa volt. A trianoni diktátumig Liptó vármegye Liptószentmiklósi járásához tartozott.
1920-ban, már csehszlovák uralom alatt Andaháza és Csemic községeket Benichez csatolták. 1970-ben 231 szlovák lakta. Az egyesített három falu 1976-ban Liptószentmiklós része lett.

## Lásd még
- Liptószentmiklós
- Andaháza
- Andrásfalu
- Bodafalu
- Deménfalu
- Illanó
- Kispalugya
- Okolicsnó és Sztosháza
- Plostin
- Verbic
- Vitálisfalu